# Synagoga w Parysowie
Synagoga w Parysowie – synagoga znajdująca się w Parysowie przy ulicy Borowskiej 1.
Synagoga została zbudowana pod koniec XIX wieku. Mieściła również biura gminy oraz mieszkania. W 1944 roku hitlerowcy zdewastowali synagogę. Po zakończeniu wojny budynek synagogi stał opuszczony i niszczał. W latach 1981–1984 przebudowano go na Gminny Ośrodek Kultury oraz Gminną Bibliotekę Publiczną.